# Micarea myriocarpa
Micarea myriocarpa är en lavart som beskrevs av V. Wirth & Vezda ex Coppins. Micarea myriocarpa ingår i släktet Micarea och familjen Pilocarpaceae.  Arten är reproducerande i Sverige. Inga underarter finns listade i Catalogue of Life.